# Любич-Кошуров, Иоасаф Арианович
Иоасаф Арианович Любич-Кошуров (1872, Фатеж, Курская губерния — 1937, Москва) — русский писатель, очеркист.

## Биография
Родился в 1872 году в городе Фатеж (ныне — Курской области) в бедной еврейской семье. Окончил начальное училище.
С начала 1890-х годов жил в Москве. В течение нескольких лет был журналистом-«мелочишником», помещая в юмористических журналах «Развлечение» и «Будильник», рассказы и сценки, придумывая темы для карикатур. С 1895 года постоянный сотрудник «Будильника» (рассказы в форме монолога простодушного обывателя). Жил на окраине или в дачных местностях, часто меняя квартиры, имел проблемы с полицией из-за беспаспортности; бедствовал, временами добывая пропитание охотой в подмосковных лесах, вёл полунищенский-полубогемный образ жизни.
В конце 1890-х годов Любич-Кошуров оставил развлекательную юмористику и выступил как беллетрист. В 1901 году в журнале «Муравей» он поместил цикл рассказов о «неудачниках», затем появляются сборники «Очерки Бронной» (1901) и «Картинки современной жизни» (1902), в которых проявились талант наблюдателя, чувство художественной детали. Герои рассказов и очерков Любича-Кошурова: газетчики-поденщики, типографские рабочие, безработные артисты, уличные скрипачи, клоуны. С сочувствием изображая «труждающихся и обремененных», Любич-Кошуров возмущен не столько социальным неравенством, сколько окаменением сердец: идея всеобщего братства и действительной любви к ближнему — основная в творчестве писателя.
В 1904—1905 годах Любич-Кошуров написал свыше 30 рассказов о Русско-японской войне (сборник «В Порт-Артуре» и др.), которую изображал в гуманистической традиции. Положительные герои — простые солдаты, сохраняющие живую душу в тяжелый испытаниях (рассказы «Георгиевский крест», «В землянке», «Сказки о жизни» и др.). Особой популярностью пользовался рассказ «Серый герой», выдержавший несколько изданий, причем автор всё время заострял мысль о типичности своего героя: «Самый обыкновенный, рядовой человек — сначала рядовой мужик, а потом рядовой солдат, каких у нас сотни и тысячи». Ряд рассказов посвящены событиям 1905 года: «Живая скрипка», (1906), «Роман сумасшедшего», «Иуда», «Анафема» (все три — 1908).
В начале 1900-х годов Любич-Кошуров выступил и как детский писатель, сотрудничавший в журналах «Детское чтение», «Детский мир», «Путеводный огонёк» и др. Большая часть его произведений для детей — повести и рассказы о «бедных людях», в основной своей части несущие религиозно-нравственную идею. В основе сюжета обычно нравственное потрясение и пробуждение в душе героя раскаяния и сострадательной любви. Написал также несколько приключенческих повестей (Например «В манчжурских степях и дебрях», 1905) и много сказок о животных, содержащих также полезные зоологические сведения, («Ворона и её знакомые», «Дядя Вак») и волшебных сказок (сборники «Зеленые святки», «Волшебная книга», «Золотая погремушка») — занимательных, эксцентричных, остроумных, проникнутых любовью ко всему живому и добродушным юмором.
Любичу-Кошурову принадлежат исторические повести для детей «Пожар Москвы в 1812 году» (1912) и «Тушинские волки» (1913), переиздававшиеся и в наше время. При этом писатель изложил собственную версию возникновения московского пожара, получившую отрицательную оценку критики.
После 1917 года почти не печатался.
В 1934 году Любич-Кошуров оказался фигурантом скандала, связанного с использованием наёмного труда в литературе. Литератор Яков Ганзбург, воспользовавшись тяжёлым материальным положением Кошурова, уговорил последнего написать роман, который Ганзбург намеревался издать под своим именем, а с Любичем-Кошуровым поделиться гонораром. Роман вскоре был написан и издан от имени Ганзбурга под названием «Кусты и зайцы». Поскольку Ганзбург торопил Кошурова с написанием текста, истинный автор вставил в роман куски из своих прежних произведений, опубликованных ещё до революции. Это вскоре стало известно литературной общественности, в частности, нашло отражение в фельетоне Ильфа и Петрова «Любовь должна быть обоюдной». В итоге, Ганзбург предстал перед судом по обвинению в мошенничестве. Суд приговорил Ганзбурга к 2 годам лишения свободы, а Любича-Кошурова восстановил в авторских правах на роман и присудил в его пользу выплату гонорара в размере 5000 руб.
И. А. Любич-Кошуров скончался в Москве, в 1937 году. Урна с прахом  установлена в нише  колумбария 9, секция 1 на Новом Донском кладбище.

## Произведения
- Любич-Кошуров И. Пожар Москвы: ист. романы. — М.: Современник, 1996. — 236 с.